# 米芒特河
米芒特河（法語：Mimente，法語發音：[mimɑ̃t]）是法国奧克西塔尼大區洛泽尔省的河流，是塔尔农河的右支流，长27.9千米。